# Oude Roodehaan
Oude Roodehaan of Oude Rode Haan (plaatsnaambord) is een gehucht in de gemeente Groningen in de Nederlandse provincie Groningen. Het ligt ten noordoosten van het Winschoterdiep, rond de Olgerweg, Euvelgunnerweg en de Oude Roodehaansterweg. Tegenwoordig vormt het noorderlijk deel onderdeel van bedrijventerrein Euvelgunne (Eemspoort) en het zuidelijke deel van de Groningse vuilnisbelt Stainkoeln. Het zuidelijke en noorderlijke deel van het gehucht zijn in 1972 van elkaar gescheiden door de nieuwe rijksweg (de latere A7) naar Hoogezand.  Ten zuidoosten van het gehucht ligt het gehucht Roodehaan. Beide gehuchten zijn naar een lokale herberg genoemd.
Het zuidelijke en oudste deel van het gehucht bestond vroeger uit 5 boerderijen, waarvan de oudste uit de 12e eeuw zou dateren. De laatste boerderijen alhier zijn begin 21e eeuw gesloopt. Volgens sommigen is dit het 'echte' Oude Roodehaan. In het noorderlijk deel stonden vlak voor de sloop 21 huizen en boerderijen. Het noorderlijk deel is grotendeels gebouwd vanaf 1924. Alleen het tolhuis is ouder. Het tolhuis was tot 1942 in bedrijf. In de loop der tijd gingen er steeds meer mensen van buitenaf wonen, waaronder veel stadjers. Hoewel het gehucht slechts een twintigtal huizen telde, kreeg het in 1980 toch na jaren van lobby een busverbinding. Na 2 jaar werd deze vanwege te weinig passagiers echter alweer opgeheven.
In april 1980 werd bij Oude Roodehaan de stortplaats Stainkoeln in gebruik genomen ter vervanging van de stortplaats bij Noorderhoogebrug. De naam Stainkoeln komt van de toen aan de Oude Roodehaansterweg gelegen Huize Steenkoelen en een weiland met diezelfde naam.   
In 1995 kwam de gemeente Groningen met het plan voor de aanleg van bedrijventerrein Eemspoort. Wat veel bewoners al vreesden bleek in 1996 waarheid te worden: De Groningse gemeenteraad ging akkoord met de sloop van het gehucht voor dit bedrijventerrein. Alleen bedrijfswoningen zouden nog mogen worden bewoond, de rest kon vanwege milieuregels niet worden gehandhaafd. De bewoners poogden daarop te voorkomen dat veilinghal Vers- en Foodcentrum er zou mogen bouwen, omdat ze vreesden dat daarmee het begin van het einde in zicht was. De bezwaren liepen echter stuk op de Raad van State en de gemeente wist de meeste huizen in de loop der jaren op te kopen en te slopen. Slechts enkele huizen resteren nog. Op 6 maart 2012 vertrokken de laatste 'oude' bewoners onder dwang van de gemeente.
Door het voormalige gehucht loopt nog altijd de oude loop van de Hunze. Deze is bij de aanleg van het bedrijventerrein tot ecologische verbindingszone gemaakt.

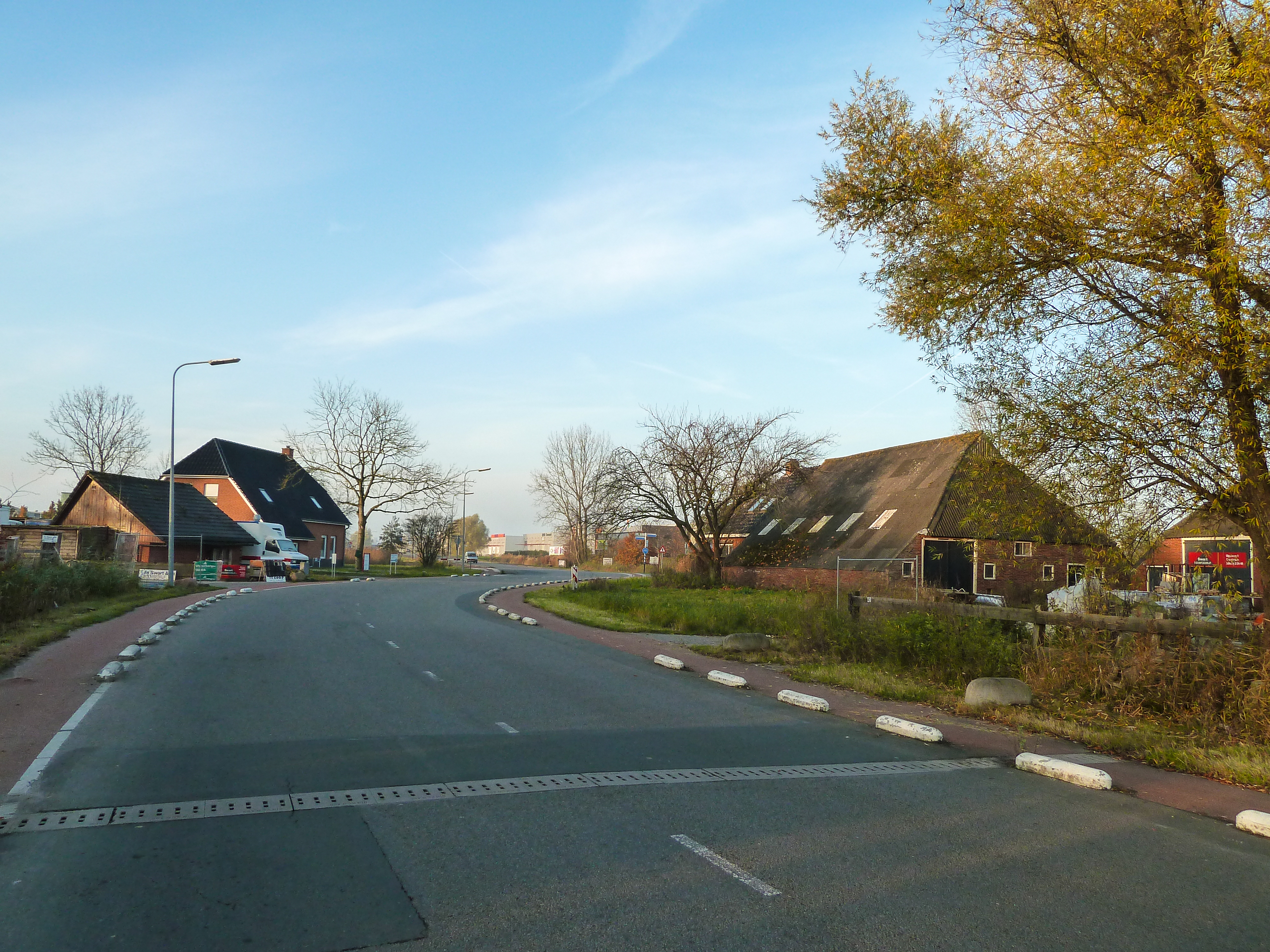
Resterende huizen in Oude Roodehaan (2012)
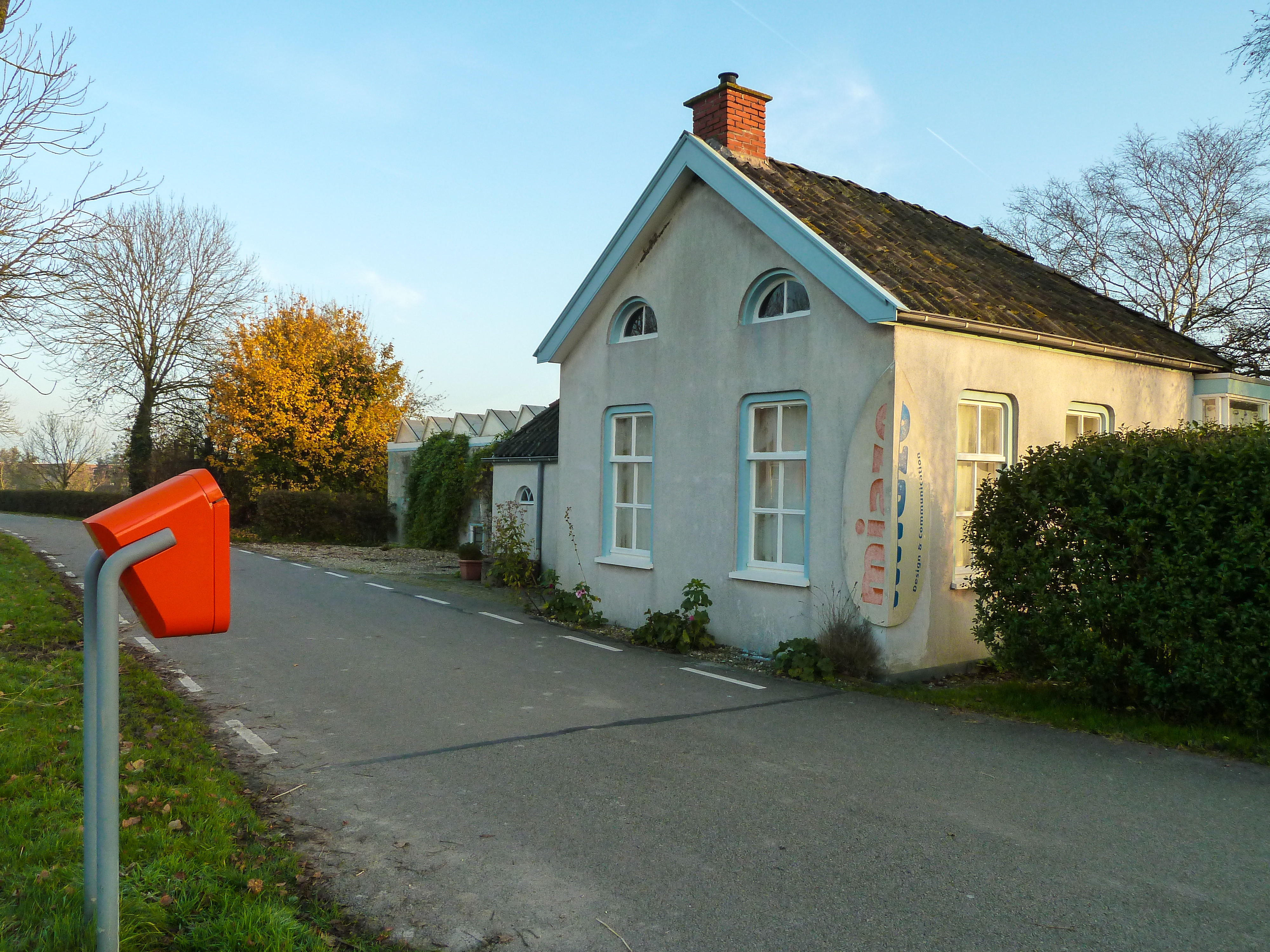
Het oude tolhuis van Oude Roodehaan
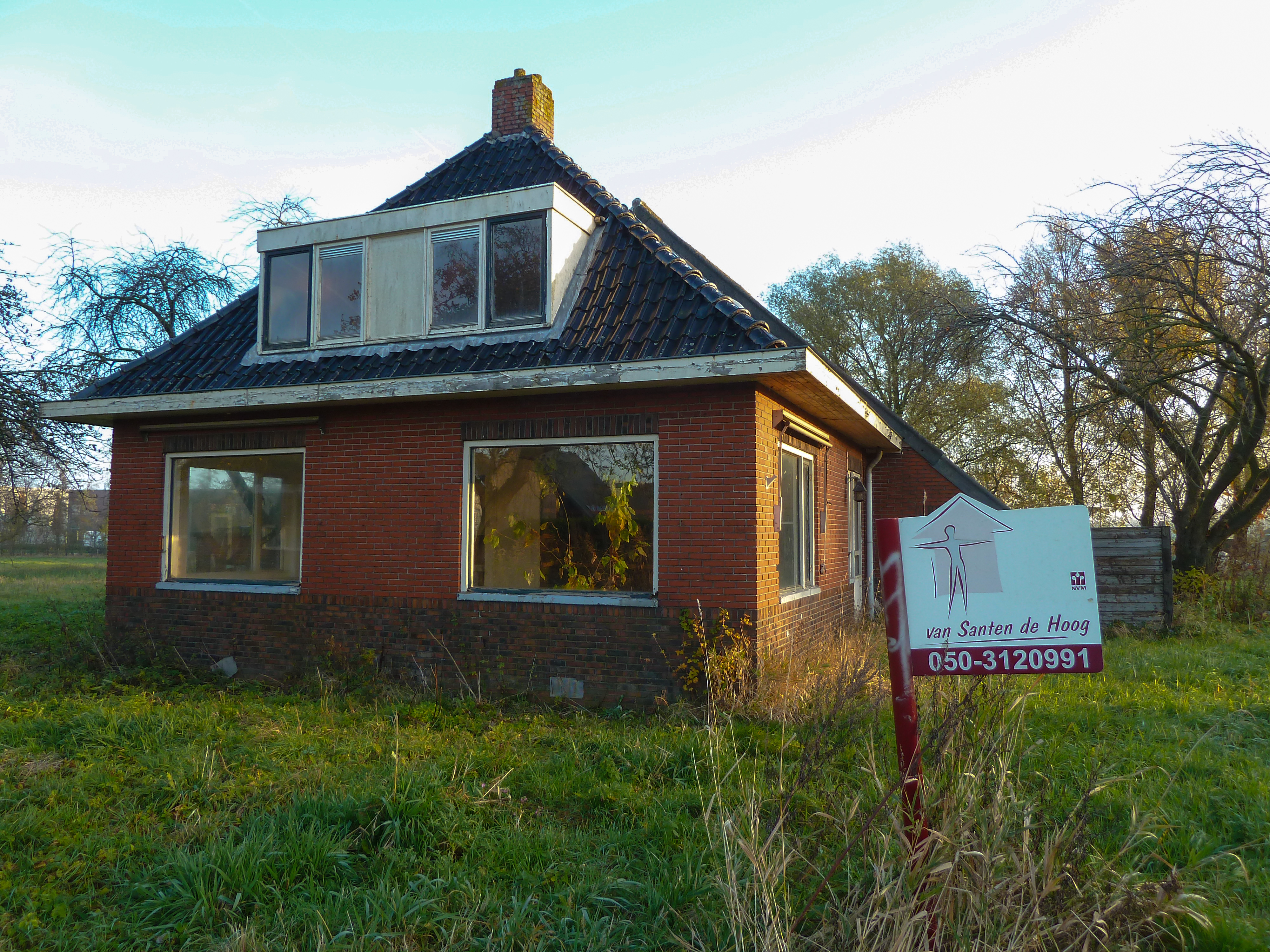
In een leegstaande boerderij groeien inmiddels planten (2012)

Stad: Groningen

Dorpen: Garmerwolde · Glimmen · Haren · Harkstede (deels) · Lageland · Lellens · Meerstad · Noordlaren · Onnen · Sint-Annen · Ten Boer · Ten Post · Thesinge · Winneweer · Woltersum

Buurtschappen: Achter-Thesinge · Boltklap · Bouwerschap · Bovenrijge · Dilgt · Dorkwerd · Engelbert · Emmerwolde · Essen · Euvelgunne · Felland · Harendermolen · Hemert · Hemmen · Hoogkerk · Leegkerk · Hoornsedijk · Klein Harkstede · Kröddeburen · Lageweg · Lutjewolde · Middelbert · Noorddijk · Noorderhoogebrug · Oosterdijkshorn · Oosterhoogebrug · Oude Roodehaan · Paterswolde (deels) · Ruischerbrug · Roodehaan · Slaperstil · Steerwolde · Vierverlaten · Wittewierum · Zevenhuisjes

Provincie Groningen: Steden en dorpen      Nederland: Provincies · Gemeenten